# Либертия
Либе́ртия (лат. Libértia) — род многолетних корневищных растений из семейства Касатиковые, или Ирисовые (лат. Iridaceae).

## Этимология названия
Род назван в честь Мари-Анн Либер (1782–1865), бельгийской учёной-ботаника.

## Ботаническое описание
Многолетние травянистые растения, формирующие короткие деревянистые корневища, у основания с простыми, линейными или узколанцетными листьями, чаще всего зелёными, но могут быть красными и жёлтыми (в зависимости от вида). Яркие трёхчленные цветки, раскрывающиеся весной, сменяются плодами-коробочками, вскрывающимися тремя створками. Они содержат многочисленные чёрные семена. 

## Распространение
Виды рода распространены в Южном полушарии. Ряд видов эндемичен для Новой Зеландии. 

## Виды
По информации базы данных The Plant List, род включает 16 видов:
- Libertia chilensis (Molina) Gunckel — Либертия чилийская, эндемик Чили
- Libertia colombiana R.C.Foster — Либертия колумбийская
- Libertia cranwelliae Blanchon, B.G.Murray & Braggins, эндемик Новой Зеландии[2]
- Libertia edgariae Blanchon, B.G.Murray & Braggins, эндемик Новой Зеландии[2]
- Libertia falcata Ravenna — Либертия серповидная
- Libertia flaccidifolia Blanchon & J.S.Weaver
- Libertia grandiflora (R.Br.) Sweet — Либертия крупноцветковая, эндемик Новой Зеландии
- Libertia insignis Ravenna
- Libertia ixioides (G.Forst.) Spreng., эндемик Новой Зеландии
- Libertia mooreae Blanchon, B.G.Murray & Braggins, эндемик Новой Зеландии[2]
- Libertia paniculata (R.Br.) Spreng. — Либертия метельчатая, эндемик Австралии[4]
- Libertia peregrinans Cockayne et Allan, эндемик Новой Зеландии
- Libertia pulchella (R.Br.) Spreng., встречается в Новой Гвинее, Новом Южном Уэльсе, Виктории, Тасмании и Новой Зеландии[5]
- Libertia sessiliflora (Poepp.) Skottsb. — Либертия сидячецветковая, Чили
- Libertia tricocca Phil. — Либертия трёхорешковая
- Libertia umbellata Ravenna — Либертия зонтичная[6]

- Libertia pulchella
- Либертия чилийская (Libertia chilensis)
- Libertia peregrinans
- Либертия метельчатая (Libertia paniculata)